# Hell Broke Luce
Hell Broke Luce è un brano musicale del cantautore blues rock statunitense Tom Waits. È il dodicesimo brano del suo diciassettesimo album in studio, ovvero Bad as Me.

## Descrizione

### Il significato del brano
Il brano riprende gli avvenimenti di un soldato ventitreenne della United States Army, Jeffrey Lucey, che si impiccò nella cantina dei suoi genitori con un tubo da giardinaggio dopo essere ritornato a casa dalla Guerra in Iraq.

### Il titolo
Il titolo, oltre che a un riferimento al nome del soldato nominato in precedenza, è una scritta specifica risalente agli anni quaranta incavata durante una rivolta interna nelle pareti della prigione dell'isola di Alcatraz.

## Formazione
- Tom Waits – voce, percussioni
- Marc Ribot – chitarra
- Clint Maedgen – sassofono
- Casey Waits – batteria
- David Hidalgo – chitarra
- Ben Jaffe – tuba
- Charlie Musselwhite – armonica
- Keith Richards – chitarra
- Chris Grady – tromba
- Flea – basso
- Will Bernard – chitarra